# Gobio lozanoi
Gobio lozanoi ist ein Süßwasserfisch aus der Familie der Karpfenfische (Cyprinidae). Die Art wurde erst im Jahr 2004 beschrieben, nachdem durch Untersuchung der Mitochondrialen DNA festgestellt wurde, dass die Gründlinge der Iberischen Halbinsel sich von Gobio gobio unterscheiden und eine selbständige Art bilden. Die Art wurde zu Ehren von Luis Lozano Rey (1879–1958) benannt, einem spanischen Naturforscher und Ichthyologen.

## Merkmale
Gobio lozanoi besitzt eine typische, langgestreckte und leicht abgeflachte Gründlingsgestalt und wird 12 cm lang. Der Kopf ist breiter und kürzer als beim mitteleuropäischen Gründling (G. gobio), die Barteln sind, außer bei der Population im Adour und Bidasoa, länger und reichen bis zum Hinterrand der Augen. Die Kopflänge beträgt 25 bis 28 % der Standardlänge, die Kopfhöhe 62 bis 72 % der Kopflänge. Der Augendurchmesser ist 1,2 bis 1,8mal größer als der Abstand der Augen zueinander. Die Schuppen sind größer als beim Gründling. Der Abstand zwischen Brust- und Bauchflossen ist größer als der zwischen Bauchflossen und Afterflosse. Die Höhe des Schwanzflossenstiels beträgt das 1,6 bis 2fache der Länge.
- Flossenformel: Dorsale 2-3/7, Anale 2-3/6, Pectorale 14(15), Ventrale 2/6(7)
- Schuppenformel: 36-39/3
- Rumpfwirbel: 18(17), Schwanzwirbel: 17

Gobio lozanoi ist oberhalb der Seitenlinie grau oder braun, unterhalb hellbraun gefärbt. Entlang der Seitenlinie zieht sich ein Längsband von 6 bis 12 dunklen Flecken, unterhalb der Augen findet sich ein charakteristischer dunkler, langer Fleck. Mit Ausnahme der Bauchseite sind die Schuppen dunkel umrandet.

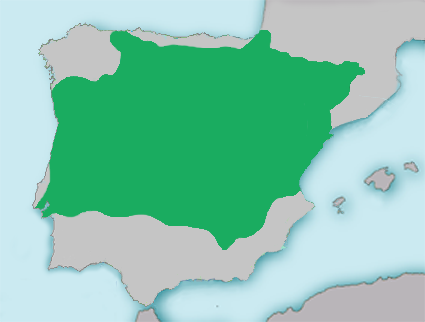
Verbreitungsgebiet

## Verbreitung und Lebensraum
Das Verbreitungsgebiet umfasst den Norden und die Mitte der Iberischen Halbinsel und den Adour im Südwesten Frankreichs. Gobio lozanoi fehlt dort lediglich in Galicien, im größten Teil Kataloniens und an der Nordküste in Asturien und Kantabrien. Lebensraum sind Flüssen und Bächen mit klarem Wasser und sandigem bzw. Geröllgrund im Mittelgebirge und im Flachland. Flüsse, in denen der Fisch vorkommt, sind Bidasoa, Duero, Ebro, der Oberlauf des Guadiana, Guadalquivir, Júcar, der Oberlauf des Llobregat, Mondego, Mijares, Nalon, Nansa, Rio Miño, Río Segura, Tajo und Turia.